# Sophora
Sophora este un gen de plante din familia  Fabaceae.

## Note

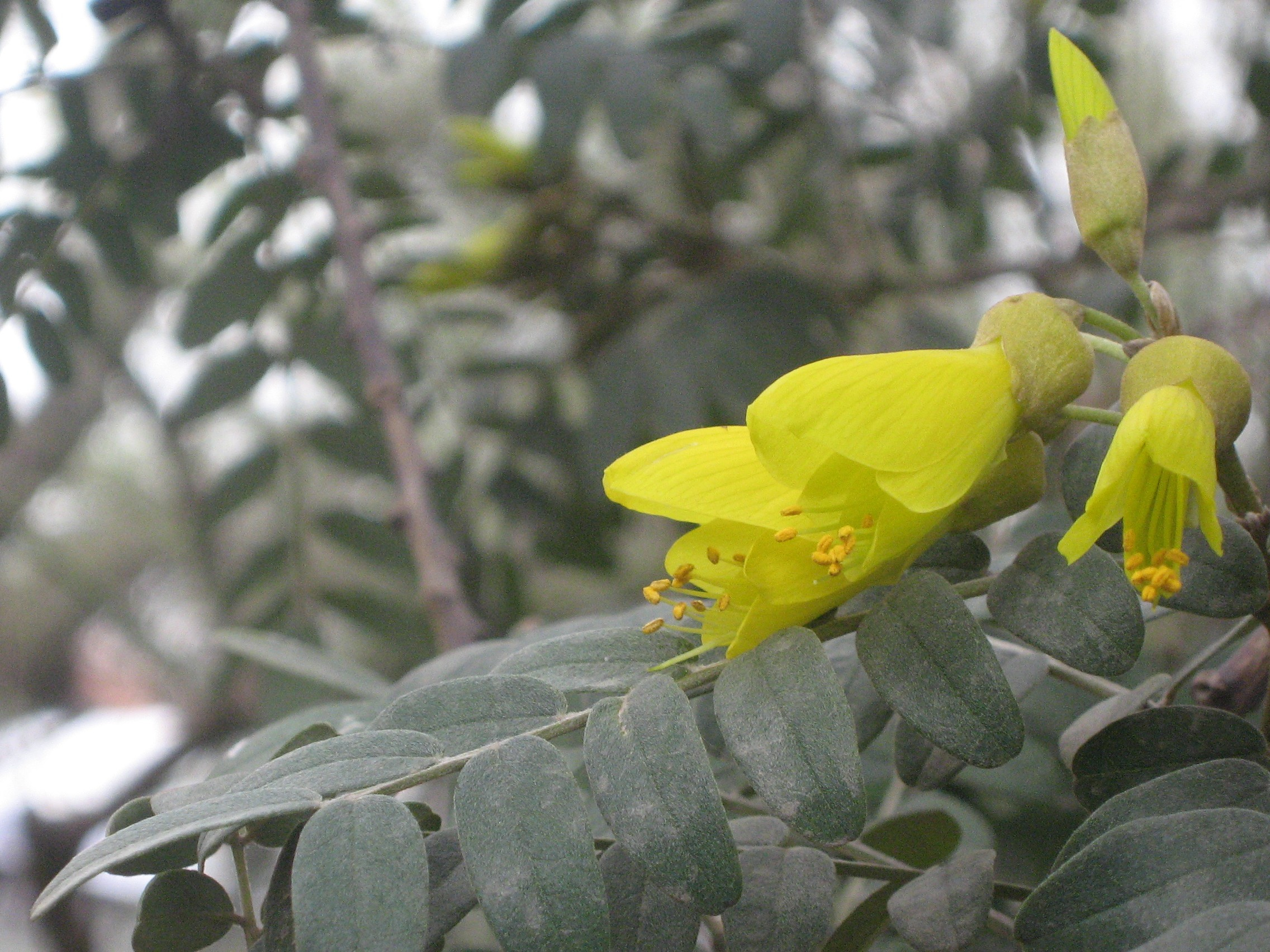
S.macrocarpa

## Specii
Cuprinde  circa 22 specii.

## Legături externe
Materiale media legate de Sophora la Wikimedia Commons
- „Sophora” în Dicționar dendrofloricol la DEX online